# デジタル・インターミディエイト
デジタル・インターミディエイト (Digital intermediate、略称：DI) は、映画の編集においてデジタル化された色彩調整や他の画像の特徴を変化させ、映画館で上映されるまでに調整されるプロセスである。
テレシネ過程によりフィルムを走査して色彩を変えたり、ビデオやテレビ向けに調整する作業もある。デジタルインターミディエイトはテレシネ変換よりも、解像度で色域の広いデジタル機材のみを使用する（アナログ機材は使用しない）。
フィルムで撮影された映像の場合はスキャナで取り込むことから始め、フィルム・レコーダーで出力することで終了する。近年ではデジタル映画カメラで撮影され、デジタル映写機で投影される事例も増えつつあり、一貫してフィルムを使用しない全デジタルプロセスが増えつつある。この場合、撮影フィルムからのスキャンや投影用フィルムへの書き込みに寄る映像の劣化は無くなり、高品質化が進む。
伝統的な写真化学によるフィルムの編集においては、オリジナルのカメラはネガで撮影された。インターミディエイトは大量生産されたフィルムで映画館に配給された。カラーグレイディングは赤、緑、青の光の3原色で行われた。鍵となる技術でDIはルックアップテーブル("LUT")の使用が挙げられる。
デジタルインターミディエイトの過程ではデジタル式のカラーコレクション（カラコレ）の機材が使用される。濃度やシャープネス等が調整される。

## ソフトウェアとハードウェアの製造会社
カラーコレクション及びカラーグレーディングについてはカラーコレクション#使用するソフトウェア/機材を、仮想テレシネについてはen:Virtual telecineを、フィルムレコーダーについてはen:Film recorder#Key manufacturersを、フィルムスキャナーについてはen:Motion picture film scanner#Modelsを参照。
- ARRI - フィルムレコーダとスキャナ
- ASSIMILATE - スクラッチのメーカー
- Autodesk - Autodesk Lustreのメーカー
- Celco（英語版） - フィルムレコーダの製造
- DFT Digital Film Technology - フィルムレコーダ
- Grass Valley - スネル (Quantel): グレーディング
- ブラックマジックデザイン - Cintel: フィルムスキャナ、DaVinci: グレーディング
- Digital Vision - グレーディング、グレイン軽減等
- FilmLight（英語版） - Northlight: フィルムスキャナ、Baselight: グレーディング
- Lasergraphics - フィルムスキャンとレコーディング
- Pandora Technology - グレーディング
- Moving Image Technologies - デザイン、統合とサービス
- MTI - デジタルインターミディエイト ハードウェアとソフトウェア
- IMAGICA Lab. - IMAGICAウェスト: フィルムスキャナ (Cine Vivo)